# 존 M. 퍼킨스

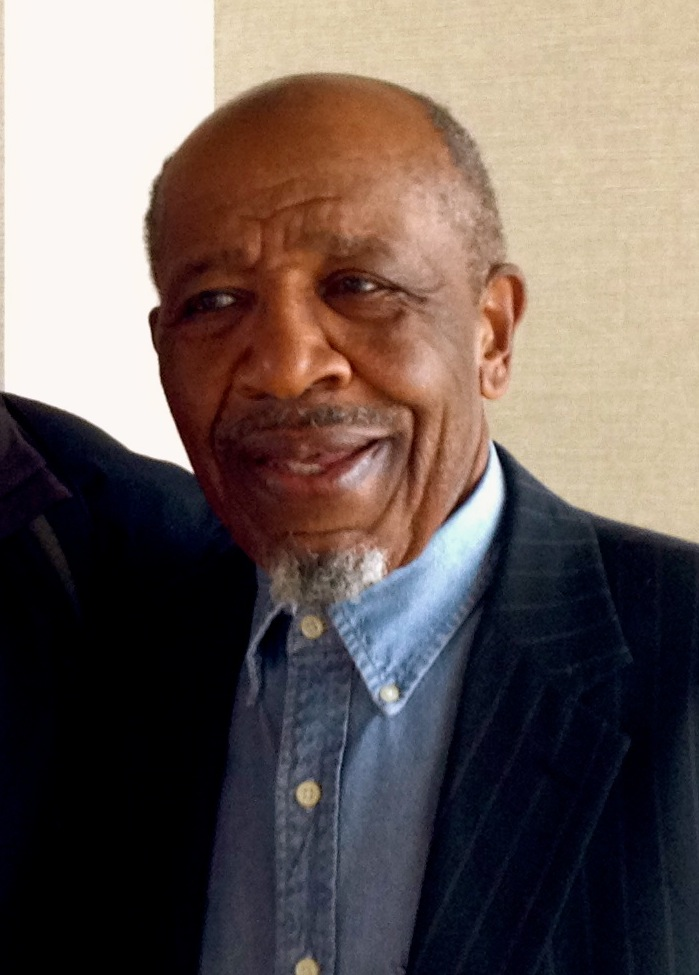

존 M. 퍼킨스 (John M. Perkins )는 미국의 진보기독교 목사이며, 시민 운동 활동가이다.  그는 커뮤니티 개발가이며 철학자이며 베스트 셀러 작가이다. 그는 크리스쳔 커뮤니티 계발 협회 (CCDA)의 공동 창시자이다.  그는 3학년에 중퇴한 학력을 갖고 있지만, 16개의 명예 박사학위를 갖고 있다.  그는 월드비전과 프리즌 펠로우쉽의 이사를 역임하였다.

## 철학
그는 가난의 구조적인 문제에 대한 연구로 알려져 있다. 특히, 인권운동가들, 특히 목사나, 선교사등이 가난한 도시에 사역을 하지만, 그들과 같이 살지 않고 멀리 살면서 봉사하는 행위를 질타하며, 재위치(Relocation)의 중요성을 말하였다.   또한, 정부가 가난한 자들에게 주는 현금은 은행과 근처 상점주인에게 대부분 가는 경우가 많으므로, 커뮤니티를 보다 수준 높은 곳으로 격상시켜야 한다고 주장하였다.  그렇게 함으로 전체적인 안목을 갖고, 구조적인 문제를 재조정하는 총체적 구제프로그램을 강조하였다.

### 인종적 화해
그는 흑인과 백인들이 인종적으로 나뉘어 있는 커뮤니티를 반대하며, 서로 혼합된 형태의 다인종 형태의 교회나 단체 구성을 주장하였다.  그렇게 함으로 화해를 이룰 수 있다는 것이다.

## 저서
- One Blood: Parting Words to the Church on Race
- Beyond Charity: The Call to Christian Community Development